# Artur Pollok
Artur Andrzej Pollok (ur. 7 kwietnia 1972 w Krakowie) – polski ekonomista i dyplomata, wykładowca Uniwersytetu Ekonomicznego w Krakowie, od 2016 Stały Przedstawiciel RP przy FAO, WFP i IFAD w Rzymie, od 2022 do 2024 przy ONZ w Rzymie.

## Życiorys
Artur Pollok ukończył w 1991 Liceum Ekonomiczne w Zespole Szkół Ekonomicznych nr 1 im. Mikołaja Kopernika w Krakowie. W tym samym roku został zwycięzcą Olimpiady Wiedzy Ekonomicznej. W latach 1991–1996 studiował finanse i bankowość na Wydziale Ekonomii Akademii Ekonomicznej w Krakowie. W roku akademickim 2005/2006 odbył studia podyplomowe w zakresie życia i myśli Jana Pawła II na Wydziale Stosowanych Nauk Społecznych Wyższej Szkoły Europejskiej im. ks. Józefa Tischnera w Krakowie. W 2005 uzyskał na macierzystej uczelni stopień doktora nauk ekonomicznych na podstawie rozprawy Oszczędności gospodarstw domowych w Polsce w okresie transformacji systemu gospodarczego (promotorka – Zofia Dach).
W 1995, będąc na V roku studiów, został zatrudniony jako asystent stażysta w Katedrze Mikroekonomii Akademii Ekonomicznej w Krakowie. W kolejnych latach doszedł do stanowiska adiunkta w Katedrze Ekonomii.
Od 1996 członek Polskiego Towarzystwa Ekonomicznego, w tym w latach 2005–2015 wiceprezes Zarządu Krajowego oraz prezes Zarządu Oddziału w Krakowie. W latach 1995–2015 był członkiem Komitetu Głównego Olimpiady Wiedzy Ekonomicznej, w tym od 2004 jako wiceprzewodniczący.
W 2016 został w stopniu ambasadora tytularnego Stałym Przedstawicielem RP przy Organizacji Narodów Zjednoczonych do spraw Wyżywienia i Rolnictwa (FAO), Światowym Programie Żywnościowym (WFP) oraz Międzynarodowym Funduszu Rozwoju Rolnictwa (IFAD) w Rzymie oraz reprezentuje Polskę w Radzie Zarządzającej WFP (w 2022 został Wiceprezydentem Rady, w 2023 został Prezydentem Rady Zarządzającej Światowego Programu Żywnościowego). Od 2022 Ambasador Nadzwyczajny i Pełnomocny – Stały Przedstawiciel RP przy organizacjach Narodów Zjednoczonych w Rzymie. Urzędowanie zakończył w lipcu 2024.
Żonaty z Katarzyną Dagmarą Pollok, ojciec Julii i Sary. Posługuje się włoskim, rosyjskim i angielskim.

## Odznaczenia
- 2007 – Medal Komisji Edukacji Narodowej za szczególne zasługi dla oświaty i wychowania[1]
- 2007 – Brązowy Krzyż Zasługi za zasługi w działalności na rzecz upowszechniania wiedzy ekonomicznej[8]
- 2011 – Srebrny Krzyż Zasługi za zasługi w działalności na rzecz rozwoju edukacji ekonomicznej[9]